# Brenda Phillips
Brenda Joan Phillips  (18 januari 1958) is een hockeyster uit Zimbabwe.
De Zimbabwaanse hockeyploeg kreeg zes weken voor de Olympische Spelen 1980 de gelegenheid deel te nemen aan de spelen, omdat vijf uitgenodigde landen verstek lieten gaan.
Brenda Phillips won met haar ploeggenoten de olympische gouden medaille. Ze speelde mee in twee wedstrijden.
De spelen van 1980 zijn tot op heden enige deelname van de Zimbabwaanse vrouwenhockeyploeg aan een wereldkampioenschap of Olympische Spelen geweest.

## Erelijst
- 1980 –  Olympische Spelen in Moskou

- Nationale Bibliotheek van Israël: 987007577285005171
- SNAC: w61w804x